# 해리 큐얼
해럴드 "해리" 큐얼(영어: Harold "Harry" Kewell, 1978년 9월 22일, 시드니 스미스필드 ~ )은 호주의 은퇴한 축구 선수이자 현 축구 지도자로 현재 본래 역할인 윙어는 물론 공격형 미드필더와 세컨드 스트라이커도 소화했다.
2006년 FIFA 월드컵에서는 오스트레일리아를 반드시 이겨야 16강에 오를 수 있었던 크로아티아와의 경기에서 1-2로 뒤지던 중 극적인 동점골을 넣어 오스트레일리아를 16강으로 이끌었다. 2010년 월드컵에도 참가 하였는데 2차전 가나와의 경기에서 핸드볼 파울로 퇴장 당하였다.

## 여담
한 때 인터뷰에서 자가면역성 간염이라는 희귀 질환으로 투병 중이며 시한부 인생을 선고받고도 축구를 그만두지 않았다는 것으로 많은 연민을 샀다고 알려져 있었으나 이는 와전된 이야기이며 물론 자가면역성 간염에 걸린 건 맞지만 시한부는 아니다.
그리고 이 병을 발견했을 당시에는 초기였고 꾸준히 약물 치료를 받기만 하면 별 문제 없이 살 수 있는 상태였으며 다시 말해 이 병은 만성 질환의 형태라는 것이다.